# Charlotte Scheier-Herold
Charlotte Scheier-Herold, auch Charlotte Scheier, (* 2. Juli 1900 in Berlin; † im Dezember 1969) war eine deutsche Schauspielerin und Synchronsprecherin.

## Leben
Charlotte Scheier-Herold trat bis 1945 an Theatern in der deutschsprachigen Provinz auf. Seit den ausgehenden 20er Jahren ist sie unter anderem an Bühnen in Beuthen, Potsdam, Gotha-Sondershausen, Hannover, Iglau, Brünn und Zoppot nachweisbar. Nach  dem Zweiten Weltkrieg spielte sie vorwiegend an verschiedenen Münchner Bühnen. Bis 1948 war sie am Münchner Lustspielhaus engagiert, zwischen 1952 und 1953 an der Kleinen Komödie. Weitere Theaterstationen waren das Ateliertheater sowie die Münchner Kammerspiele, an denen sie beispielsweise 1955 die Mutter in Jean Anouilhs Lerche verkörperte.
Auch in Film- und Fernsehproduktionen trat Scheier-Herold regelmäßig auf. Sie spielte neben Zarah Leander im Drama Ave Maria , in der Heinz-Rühmann-Komödie Der Mann, der nicht nein sagen konnte und in der Edgar-Wallace-Verfilmung Der Frosch mit der Maske. Außerdem übernahm sie zahlreiche Gastrollen in Fernsehserien wie Die fünfte Kolonne, Das Kriminalmuseum und Kommissar Freytag.
Darüber hinaus arbeitete Scheier-Herold umfangreich im Bereich Hörspiel und Synchronisation. Als Synchronsprecherin lieh sie ihre Stimme unter anderem Georgette Anys in Fanfan, der Husar, Gladys Cooper in Rebecca und May Robson in Vater dirigiert.

## Filmografie (Auswahl)
- 1949: Tromba
- 1952: Die große Versuchung
- 1953: Die blaue Stunde
- 1953: Ave Maria
- 1956: Weil du arm bist, musst du früher sterben
- 1958: Ein Lied geht um die Welt
- 1958: Der Mann, der nicht nein sagen konnte
- 1959: Der Frosch mit der Maske
- 1959: Raskolnikoff
- 1960: Der Fehltritt
- 1960: Der Frieden unserer Stadt
- 1961: Cancan und Bakarole
- 1961: Toller Hecht auf krummer Tour
- 1963: Kleider machen Leute
- 1964: Die Brücke von Estaban
- 1964: Tod um die Ecke
- 1965: Onkelchens Traum
- 1965: Der seidene Schuh
- 1966: Üb immer Treu nach Möglichkeit – Kundendienst

## Hörspiele (Auswahl)
- 1952: Ein Blumenbrett am Fenster, BR
- 1952: Vater braucht eine Frau, BR.
- 1953: Heute Nacht in Samarkand, BR.
- 1955: Abdallah und sein Esel, BR
- 1955: Die rächende Nemesis, BR.
- 1956: Sie reisen nicht, Fräulein von Montijo, BR.